# Transportgeschwader 2
2-га військово-транспортна ескадра (нім. Transportgeschwader 2) — транспортна ескадра Люфтваффе, що існувала у складі повітряних сил вермахту в ході Другої світової війни. Спочатку була створена у січні 1941 року як Kampfgeschwader z.b.V. 3, яка не мала у своєму складі підпорядкованих груп транспортних літаків, і призначалася для керівництва угрупованням транспортної авіації в разі виникнення необхідності або під конкретне завдання, а 6 квітня 1943 року перейменована на 2-гу військово-транспортну ескадру, маючи у своєму складі три авіаційні транспортні групи. 30 вересня 1944 року ескадра була розформована.

## Історія
Штаб 2-ї транспортної ескадри був створений у січні 1941 року як штаб 3-ї бойової ескадри особливого призначення (KG z.b.V. 3). Цьому органу управління не було підпорядковано жодної авіагрупи чи ескадрильї. Натомість він керував різними незалежними бойовими групами z.b.V. у кожному конкретному випадку. 6 квітня 1943 року штаб ескадри перейменовали на штаб 2-ї військово-транспортної ескадри, якій передали колишні окремі бойові групи особливого призначення Kampfgruppen z.b.V. 600, 800 і 106 як транспортні групи з I по III. Всі три групи були оснащені тримоторними транспортними літаками Junkers Ju 52. 30 вересня 1944 року штаб і I. авіагрупа були розформовані. II і III групи продовжували існувати окремо до травня 1945 року. Ескадра мала позначення G6.
Коли 2-га військово-транспортна ескадра була сформована, всі три групи базувалися в Бриндізі в Італії. Групи I і III потім перемістилися на південь Східного фронту, тоді як група II залишилася в Італії.
II. група мала у своєму розпорядженні 27 Ju 52 станом на 10 січня 1945 року, тоді як III. група мала у своєму розпорядженні 28 Ju 52.

## Командування

### Командири TG 2
- Оберст Вальтер Ердманн (нім. Walter Erdmann) (15 червня 1943 — березень 1944)

### Командири I./TG 2
- майор Йозеф Гренс (нім. Josef Grens) (травень — 23 липня 1943)
- майор Герман Кольпот (нім. Hermann Kohlpoth) (серпень 1943 — ? 1944)
- майор Йозеф Гренс (? — 4 вересня 1944)

### Командири II./TG 2
- майор Пол Кеднау (нім. Paul Quednau) (травень 1943 — ? 1944)
- майор Курт Генріх Гарніш (нім. Kurt Heinrich Harnisch) (? 1944 — 8 травня 1945)

### Командири III./TG 2
- оберст Гуго Штольт (нім. Hugo Stolt) (травень — 1 червня 1943)
- майор Вальтер Горнунг (нім. Walter Hornung) (1 — 10 червня 1943)
- оберстлейтенант Йозеф Кегль (нім. Josef Kögl) (10 червня 1943 — березень 1944)
- майор Герхард Дудек (нім. Gerhard Dudeck) (березень 1944 — березень 1945)
- гауптман Ганс-Герман Еллерброк (нім. Hans-Hermann Ellerbrock) (29 березня — 8 травня 1945)

## Список кавалерів Лицарського хреста Залізного хреста TG 1
Позначення
| Ім'я             | Звання          | Підрозділ | Лицарського хреста | Лицарського хреста з дубовим листям | Прим. |
| ---------------- | --------------- | --------- | ------------------ | ----------------------------------- | ----- |
| Вальтер Борделле | оберлейтенант   | 8./TG 2   | 26 березня 1944    |                                     |       |
| Герхард Дудек    | гауптман        | III./TG 2 | 9 червня 1944      |                                     |       |
| Йозеф Гренс      | майор           | I./TG 2   | 1 травня 1943      |                                     |       |
| Альфред Куммер   | оберфельдфебель | 11./TG 2  | 18 листопада 1944  |                                     |       |
| Вільгельм Мессер | лейтенант       | 11./TG 2  | 12 березня 1945    |                                     |       |
| Гюнтер Шмітц     | оберфельдфебель | 6./TG 2   | 20 квітня 1944     |                                     |       |
| Ганс Валет       | лейтенант       | 3./TG 2   | 20 квітня 1944     |                                     |       |